# Маулімбай
Маулімба́й (каз. Мәулімбай) — село у складі Коксуського району Жетисуської області Казахстану. Входить до складу Мусабецького сільського округу.
У радянські часи село називалось Женіс.
Населення — 400 осіб (2021; 371 у 2009, 348 у 1999, 297 у 1989).